# V. László király franciaországi leánykérő követsége 1457-ben
V. László király franciaországi leánykérő követsége 1457-ben az az esemény, amelynek során VII. Károly francia király legkisebb lányát, a 13 éves Magdolnát 1457. szeptemberében a 17 éves V. László magyar király jövendőbelijének jelölésére követek utaztak Franciaországba. Az esküvő időpontjának tekintetében 1458. januárja vagy februárja, a helyszíne szempontjából pedig Prága lett előirányozva. V. László október végén Prágából követséget küldött Franciaországba, a leánykérő követség pedig 1457. novemberében, még V. László életében megérkezett Franciaországba, de a francia király a tours-i királyi kastélyban a betegsége miatt csak 1457. december 18-án fogadta a követséget, már V. László halála után. A gyászhír V. László haláláról pedig csak karácsonykor, 1457. december 24-én érkezett meg a francia udvarba. Magdolnából így nem lett magyar és cseh királyné.

## Előzmények
A francia-magyar dinasztikus kapcsolatok már az Árpád-korig nyúlnak vissza, hiszen III. Béla magyar király második felesége Margit, VII. Lajos francia király leánya volt, akit 1186-ban vett feleségül, és bár ez a frigy megvalósult, gyermek nem született a házasságukból. Hosszú ideig azonban nem választottak a magyar királyok közvetlenül a francia udvarból hercegeket vagy hercegnőket, bár 1270-ben a francia eredetű Anjou-ház, amely a Capeting-ház egyik oldalága volt, kettős házassági szerződést kötött az Árpád-házzal, amelynek révén az (harmadik) Anjou-ház került a magyar trónra 1308-ban, de ez közvetlenül a Nápolyi Királysággal kötött dinasztikus kapcsolat volt.

### Capet–Anjou házasság 1315-ben
Újabb közvetlen francia házassági terv 1315-ben valósult meg röviddel az Árpád-ház leányágainak trónra kerülésével. A francia eredetű, de a Nápolyi Királyságban uralkodó Anjou-ház magyar ága 1291-ben, IV. László magyar király halála után vette fel a magyar királyi címet IV. László nővére, Árpád-házi Mária nápolyi királyné „lemondásával”, és így az elsőszülött fia, Anjou Károly nápolyi trónörökös lett a „jogos” magyar király III. András riválisaként a kettős házassági szerződésre hivatkozva, bár ő meghalt, hogy ténylegesen elfoglalhatta volna a magyar trónt. Az ő fia, I. Károly (Róbert) több évi küzdelem után végül 1308-ban egyedüli trónjelölt maradt a Magyar Királyságban, bár az egész ország csak jóval később ismerte el teljes jogú királyának. Az ő húga volt Klemencia, akit magyar királyi hercegnőként tartottak számon, és 1315-ben ment feleségül X. (Civakodó) Lajos francia királyhoz, aki I. Lajos néven Navarra királya is volt. A házasság termékenynek bizonyult, viszont Klemencia férje a következő évben még a gyermeke megszületése előtt meghalt. Klemencia ugyan fiút szült, aki automatikusan királyi címet kapott, I. (Utószülött) János néven, bár a csecsemő király helyett régensek uralkodtak, viszont a kis király öt nappal a születése után meghalt, így ez a dinasztikus házasság csak rövid ideig teljesíthette be a hozzáfűzött reményeket. Klemebcia még éppen megérte a Capeting-ház fő ága utolsó férfi utódának a halálát 1328-ban átadva az uralkodást a Valois-házi oldalágának, de Klemencia is még abban az évben elhunyt.

### Valois–Anjou házassági szerződés 1374-ben
A következő házassági tapogatózások Klemencia unokaöccsének, I. Lajos magyar királynak az uralkodása alatt történt, amikor idősebb lányát, Katalint 1374. augusztus 10-én eljegyezték Valois Lajos (1372–1407) francia királyi herceggel, V. Károly francia király másodszülött fiával. „V. Károly 1378-ban azt írta Lajos magyar királynak szóló utolsó levelében, hogy ifjabbik fiát, Lajos orléans-i herceget már kétéves kora óta a magyar trónra szánta.” Egyes vélemények szerint Nagy Lajos a három lányát az Anjou-ház uralta országok trónjaira szerette volna ültetni, és a házasságaikat is eszerint rendezte. Katalint a francia király fiával azért akarta összeházasítani, hogy ezzel a már gyermektelen I. Johanna nápolyi királynő utódaiként a Nápolyi Királyság trónjára ültesse Katalint és leendő férjét.

### Valois–Anjouper procuramházasság 1385-ben
Katalin azonban 1378-ban meghalt, és ezzel a francia házasság kútba esett. A francia–magyar szerződés ugyan biztosította, hogy Katalin halála esetén a soron következő lány, ez esetben (ifjabb) Mária lépjen nővére helyére, de a folytatás mindkét fél részéről elakadt. Nagy Lajos sem ajánlotta föl egy másik lányát, hogy a francia szövetséget fenntartsa, de 1378-tól Franciaország és Magyarország eltérő politikát folytatott, hogy az immár kettős pápaválasztás során a (törvényes) római (Nagy Lajos) vagy az avignoni (ellen)pápát (V. Károly) támogatja. A francia házasságot így sokáig jegelték, és végül Katalin jegyesét legidősebb húga, Mária, már mint királynő „örökölte” meg 1385-ben. Ebben az évben korábbi jegyesét, Zsigmondot ejtették, és néhány hónapig papíron Valois Lajos lett Mária királynő első férje, azonban sohasem teljesedett be ez a per procuram (a csak a felek távollétében kötött) házasság. Franciaországban ezért a magyar kapcsolatok, különösen az 1396-os csúfos vereséggel végződő nikápolyi csata hatásaiként is rossz emlékeket idéztek.

### Valois–Habsburg házassági ajánlat kezdetei 1457-ben
I. Mária királynő és Orléans-i Lajos formális házassága után 72 évvel merült fel újra egy dinasztikus házasság gondolata. Ekkor a 13 éves francia királyi hercegnőt, Magdolnát az apja, VII. Károly francia király 1457. júniusában a 17 éves V. László magyar és cseh király feleségéül ajánlotta, amit Jánossal, az issenheimi Szent Antal (antonita) kolostor elöljárójával bizalmasan közölt Párizsban, aki pedig 1457. június 28-án kelt levelében tudósította erről Zsigmond és VI. Albert osztrák főhercegeket. 1457. szeptemberében a Bécsben V. László jelenlétében tartott tanácskozáson pedig már egyhangúlag Magdolnát választották a király jövendőbelijének. Az esküvő helyszínének kiválasztása viszont nem volt ilyen egyöntetű, hiszen a három főváros: Bécs, Buda, Prága egyaránt szóba jött, végül Prágát jelölték ki a házasságkötés lebonyolítására. Ezt Podjebrád György cseh kormányzó nyomásának tulajdonították, aki Bécs alatt megjelent 800 fegyveressel, de ez valójában taktikai húzás volt László király részéről, nem Podjebrád nyomására tette, a félelmet csak színlelte, és csak az osztrák és magyar érdekek között egyensúlyozott. Podjebrád György később azonban hangot is adott azon aggodalmának, hogy ez a nagy embertömeg megterheli Csehországot.
Az időpont tekintetében pedig előzetesen 1458. januárja vagy februárja lett megjelölve. Az esküvőre hivatalos volt III. Frigyes német-római császár a feleségével, Portugáliai Eleonóra császárnéval, V. László nővérei a férjeikkel: Habsburg Anna magyar hercegnő és III. Vilmos türingiai tartománygróf, valamint Habsburg Erzsébet magyar hercegnő és IV. Kázmér lengyel király, továbbá a bajor herceg és a brandenburgi őrgróf, akik közül többen jelezték is a részvételi szándékukat.

## A követség összeállítása
V. László szeptember közepén elhagyta Bécset, és 1457. szeptember 29-én érkezett Prágába, ahonnan követséget küldött Párizsba, hogy hozzák el Magdolnát Csehországba az esküvőjükre.
A követség vezetői voltak: Várdai István kalocsai érsek, Ulrich von Nußdorf passaui püspök és Sternbergi Zdenkó prágai várgróf. A megbízóleveleiket 1457. október 6-ai dátummal állították ki Prágában. A küldöttség további magyar tagjai voltak: Pálóczi László országbíró, valamint De Tervisio Simon, az egyházi törvények tudora és esztergomi olvasókanonok. A küldöttséget alkotta még V. László mindhárom országából, Magyarországról, Csehországból és Ausztriából 200-200 lovag, valamint a Passaui Püspökségből 100 lovag, így összesen 700 lovagból állt a kíséret, továbbá a hercegnőre tekintettel női személyzet is tartozott hozzá, valamint négylovas aranyozott kocsik, 80 fehér ló, amelyeket az oszmánoktól zsákmányoltak és ajándékok Magdolna számára. A követségnek 40.000 aranyforint útiköltséget irányoztak elő, de egyéb költségek fedezésére László királynak nem volt pénze, így a passaui püspöknek kellett 5000 aranyforintot megelőlegeznie, amelyet a király a következő karácsonykor fizet majd ki. Erről az összegről a kötelezvényt V. László 1457. október 21-én állította ki, így a küldöttség ez után az időpont után indulhatott útnak, azaz csak október végén.

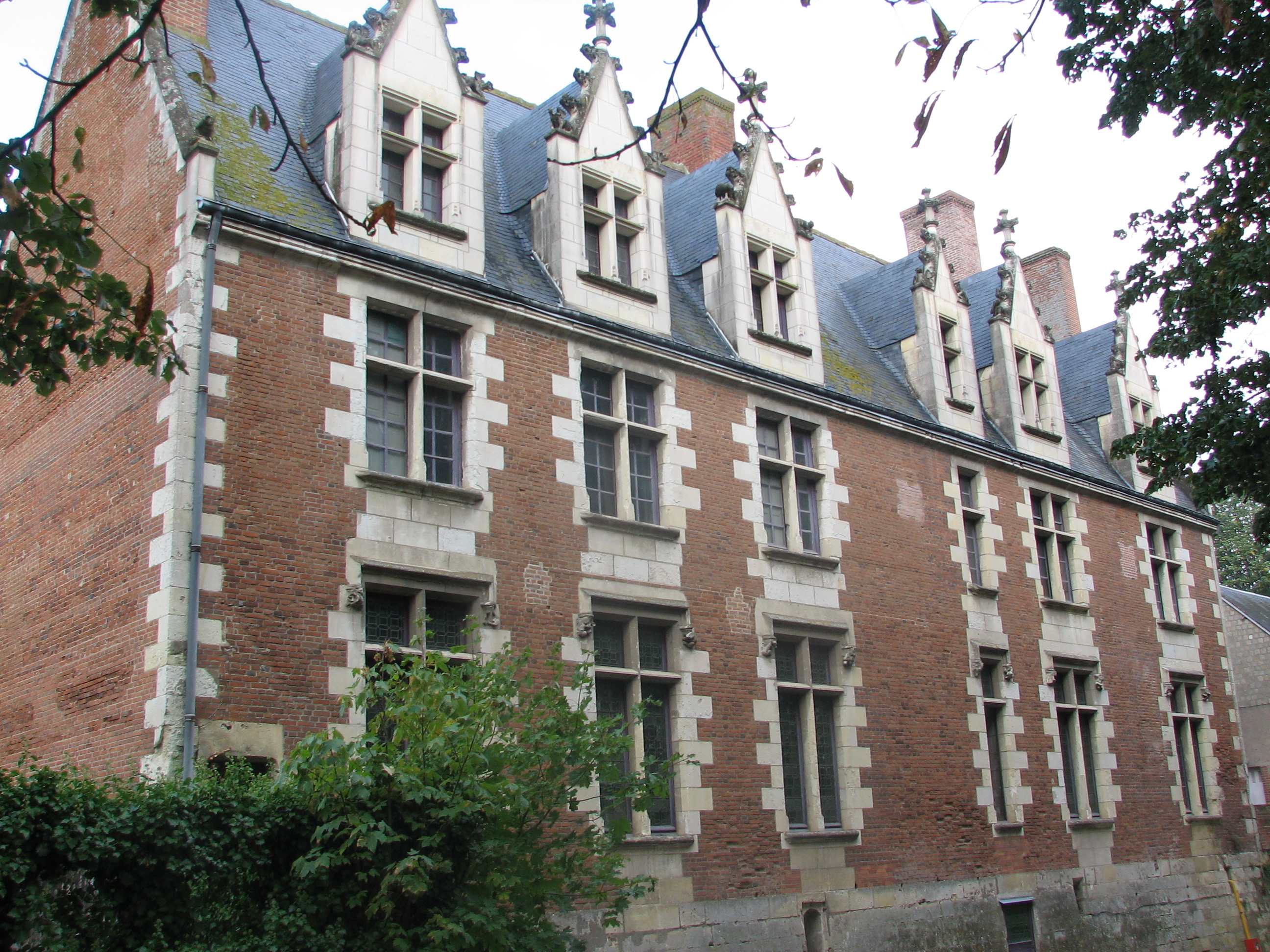
A tours-i királyi kastély

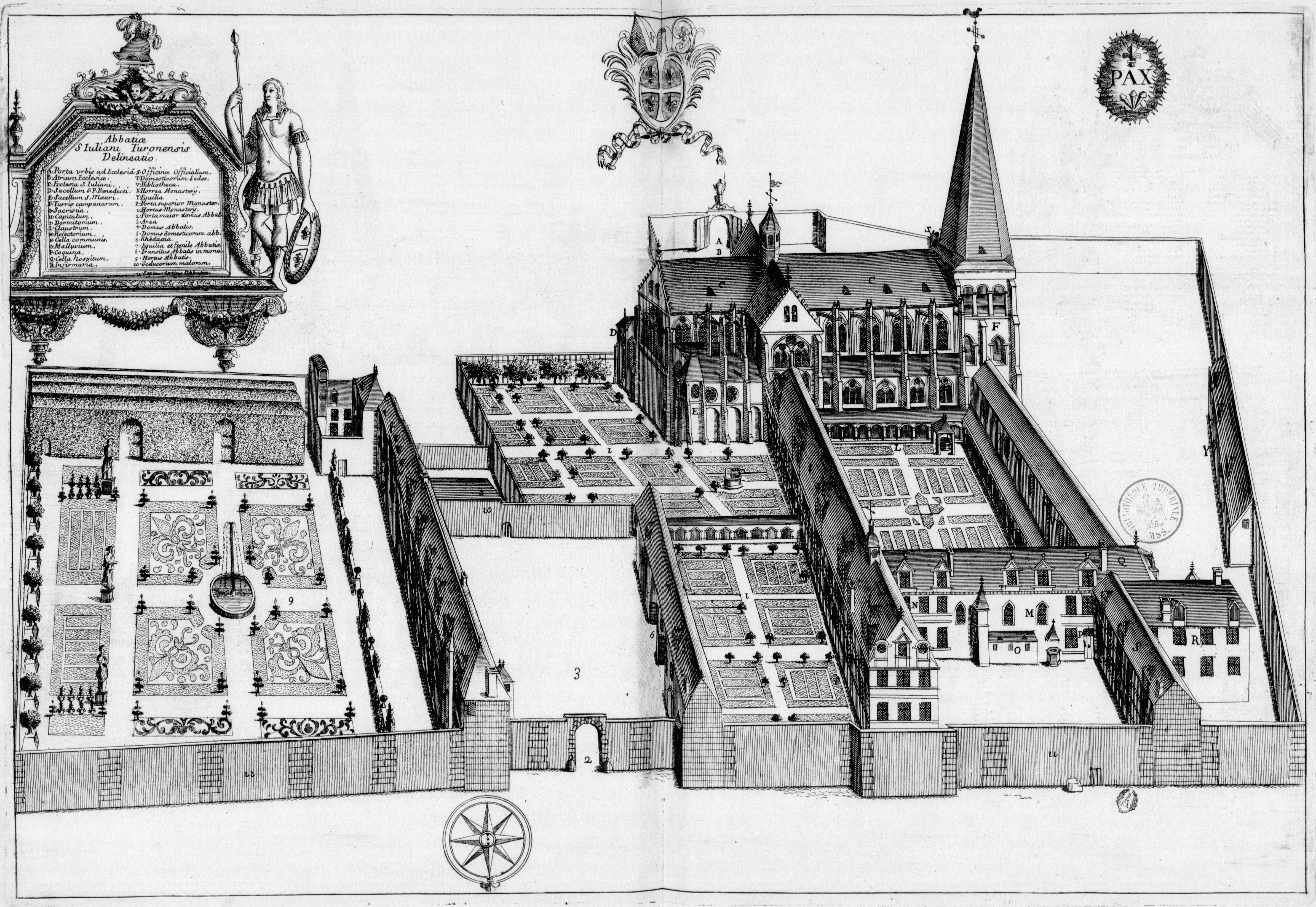
A tours-i Saint-Julien kolostorának XVII. századi ábrázolása

## Leánykérés Franciaországban
V. László leánykérő követsége 1457. novemberében, még V. László életében megérkezett Franciaországba, hiszen egyes források szerint V. László még értesült annak fényes fogadtatásáról. A "háztűznéző" küldöttség Lyonban folytatott előkészítő tárgyalást.

### V. László halálától a halálhír megérkezéséig
V. László 1457. november 23-án halt meg Prágában délután 4-5 óra között váratlanul, 36 órás lefolyású kórt követően.
A követség azonban 1457. december 8-án jutott el Tours-ba, amikor V. László már nem élt, de erről a küldöttség akkor még nem értesült.
A francia király a tours-i királyi kastélyban (Le château de Plessis-lèz-Tours/Montils-lèz-Tours) a betegsége miatt csak 1457. december 18-án fogadta a követséget. A francia király mellett jelen volt a felesége, Anjou Mária királyné, a másodszülött fiuk, Károly herceg, és természetesen a menyasszony, Magdolna. Magdolna épp ez időben, december 1-jén töltötte be a 14. életévét. Lászlót a francia források Lancelot-nak nevezik.
A tours-i Saint-Julien kolostorban 1457. december 22-én IV. Gaston, Foix grófja, II. (Bitorló) János navarrai király veje, Magdolna későbbi apósa, még egy nagy fogadást tartott a vendégek tiszteletére.

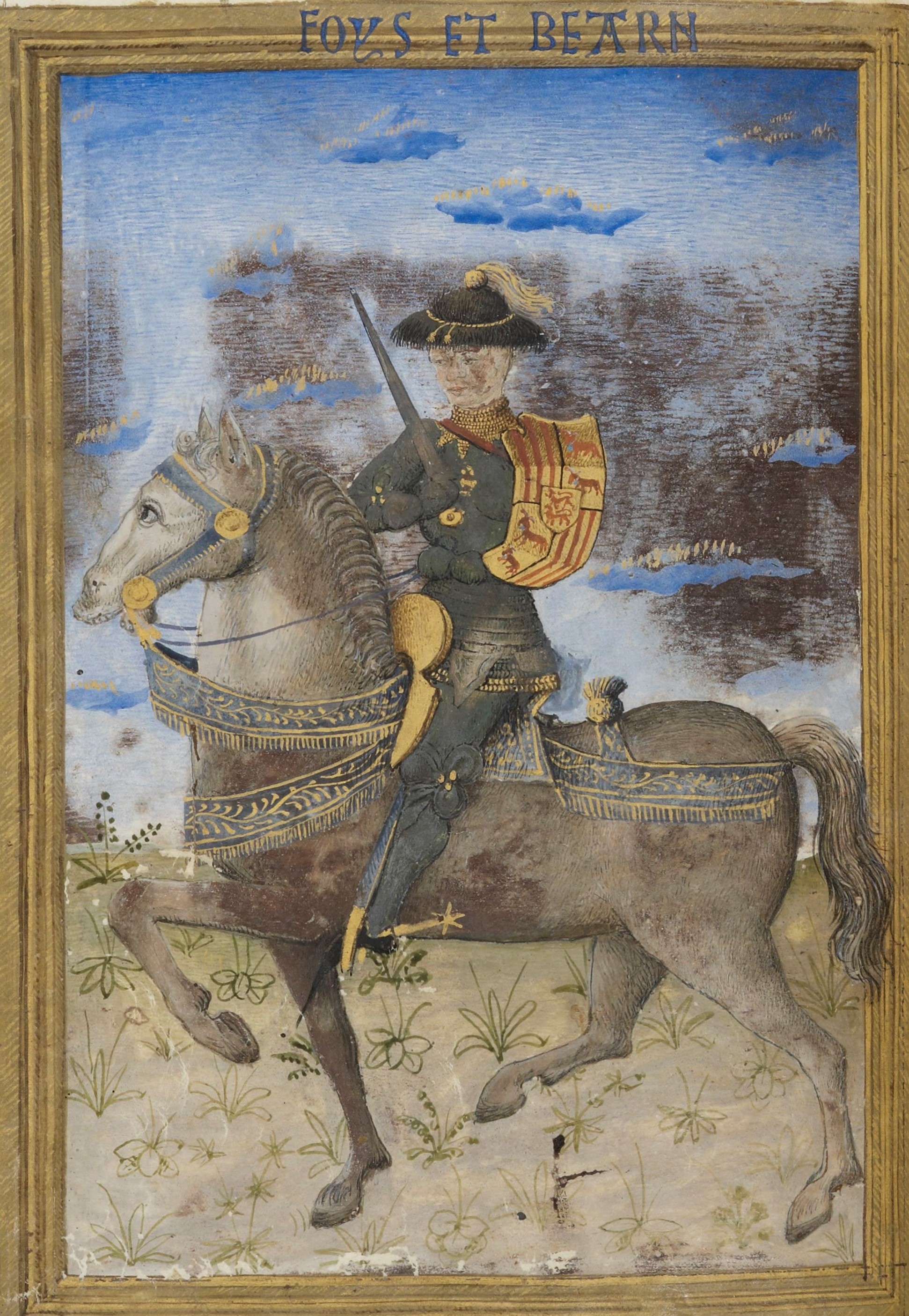
IV. Gaston, Foix grófja

|  | „ezt az ünneplést Foix grófja kezdte meg, aki Tours városában nagy ünnepséget rendezett december huszonkettedikén, az említett esztendőben, és egy igen ponpázatos estebédet adott, s az első asztalnál ott ültek a magyar király követségének összes főemberei és Franciaország kancellárja; a második asztalnál ott ült a követségben járó összes lovag és fegyvernök; a harmadik asztalnál ott volt Châtillon kisasszony az asztalfőn, utána Villeclerc kisasszony, majd Charles Daugrier, Maisne ura, Franciaország királynőjének fivére, és Châtillon Úrasszony, majd Vendôme grófja és ura utána Château Brun kisasszony és Rony kisasszony és más kisasszonyok, lovagok és fegyvernökök és az említett követségből vagy kétszázan, vagy megközelítőleg annyian; s voltak ott nagy számban fegyveresek, heroldok, trombitások és hangszeren játszó személyek; Foix grófja, La Marche grófja, Fülöp, a Savoyai herceg fia, Dunois grófja, Saulces márki, La Tour ura, Normandia főudvarmestere De Prie ura és más nagyurak egy másik teremben étkeztek, s közülük többen a különböző fogásokat felszolgálók előtt vonultak be: az asztalokra különféle fogások kerültek, amelyekről én most nem beszélek, a közjátékokról (entremez) azonban szólok egy keveset. Az első ilyen közjáték egy kastély volt, melynek volt négy kisebb tornya és a közepén egy nagy torony, amelynek négy ablaka volt, és mind a négy ablakában egy kisasszony arca látszott, hajuk hátul volt összekötve s csak az arcuk látszott, s a legmagasabb részen László király címeres zászlaja volt, s körben a négy kisebb torony körül a követség vezetőinek címerei voltak; a toronyban pedig belül volt hat gyermek, akik szépen énekeltek és úgy tűnt, mintha leányok énekeltek volna; a második közjáték egy borzalmas vadállat volt, amelynek neve tigris, melynek teste széles volt, zömök és csíkos, a feje pedig borzalmat keltő és utálatos, s volt két rövid és hegyes szarva is. A fejében belül volt egy ember, aki mozgatta, úgy, mintha élet lenne benne, s tüzet is hányt a torkán át igen utálatosan, s mindezt négy nemesember hordozta, akik béarne-i módra öltöztek, és táncoltak is e vidék szokásai szerint; a harmadik közjáték egy nagy szikla volt, melyből fakadt egy forrás, és volt ott öt vadember kisgyermek, akik a sziklából előugrottak és »mavoisse«-t kezdtek táncolni; a negyedik közjáték egy igen szépen öltözött ügyes fegyvernök volt, akiről úgy látszott, mintha lovon ülne, s kívül hamis lábai voltak és ő és a lova is szépen voltak felöltözve és letakarva, s szökdécselt és ugrándozott, miközben a kezében tartott egy edényt, mely többféle színű volt, s rajta sokféle virággal, és legfelül volt rajta egy szép, liliomokkal díszített ágy, és ezt a nagy asztalra helyezték, hogy fogadalmat tehessenek rá azok, akik fogadalmat akarnak tenni. A követség két tagja tett ott fogadalmat; elsőként Storp Jakab tett fogadalmat a hozzá legközelebb ülő Villeclerc kisasszony szerelméért, mondván, hogy soha nem fog asztalnál ebédelni és vacsorázni, amíg csak fegyver viselésére képes; egy magyar lovag pedig fogadalmat tett a hölgyekre és a pávára, hogy egy hónappal azután, hogy visszaérkezik Magyarországra két éles vaslándzsát tör Châsteau Brun kisasszony szerelméért, aki özvegy volt. A végén pedig, szünet nélkül, hoztak a nagy asztalhoz tálakat, amelyeken cukros fűszerek voltak, amelyeket drazsénak hívtak, s ezek bizony igen szépen voltak elkészítve, szarvas, bölény, vaddisznó, medve, majom, egyszarvú, oroszlán, tigris és más állat formájában, s mindegyik tálon rajta voltak azoknak a címerei, akiknek azt a vacsorát felszolgálták. A fegyvernökök, a harsonások és muzsikusok szép adományokat és ajándékokat kaptak, s ezenkívül még Foix grófja Magyarország címeres heroldjának tíz vég (»aulnes«) hosszú bársonyszövetet adományozott, és utána a tiszteletnyilvánításokat követően megkezdődött a tánc, de ez nem nagyon volt.” |
|  | |

A gyászhír V. László haláláról pedig csak két nappal később, karácsonykor, 1457. december 24-én érkezett meg a francia udvarba, ami mindenkit megdöbbentett és megrázott. A küldöttség végül 1457. december 30-án vett búcsút a francia királytól és Magdolna hercegnőtől, "az özvegy menyasszonytól", és az év utolsó napján utazott haza Tours-ból, de előbb Párizsban és Saint-Denis-ben is időztek, és a párizsi Notre-Dame-ban a magyar küldöttség misét mondatott V. László lelki üdvéért.
Még Villont is megihlette az ifjú magyar és cseh király váratlan és tragikus halála, amit a Ballada tűnt idők lovagjairól című versében is megörökített, mikor a Franciaországban nagy visszhangot kiváltott haláleset után négy évvel szabadult a Meung-sur-Loire-ban lévő börtönéből. A költeményben ő is Lancelot-nak nevezi Lászlót, amit viszont Szabó Lőrinc Ulászlóként ad vissza fordításában, igaz Villon is csak cseh királyként (le roy de Behaigne) emlékezik meg V. Lászlóról (a kiemelés tőlem, a szerk.):
Elhagyom mások neveit,

Létünk ábrándképpel rokon,

Hisz minden a sírba bukik,

S menedékre nincs alkalom.

Még csak egy kérdés van soron:

Hol van Ulászló, a csehek

Ura? S nagyapja? Semmi nyom!...

S a hős Nagy-Károly hova lett?!

### A házasság meghiúsulása
Magdolnából így nem lett magyar és cseh királyné. A házassági tárgyalásokat francia részről az a IV. Gaston, Foix grófja vezette, aki egy évvel később megkéri majd a hercegnőt a fia, Gaston vianai herceg, a navarrai trón várományosa számára. Az apa, VII. Károly V. László utódjának is fenntartotta leánya kezének elnyerését, de I. Mátyás király nem élt ezzel a lehetőséggel. (A következő szöveg korabeli, XIX. századi helyesírással és nyelvi stílussal íródott, így némileg eltér a mai változattól): „VII. Károly franczia király, kinek leánya V. László jegyese volt, hajlandónak nyilatkozott, hogy egyik fiát a magyaroknak királyul átengedi, vagy ha a választás másra esik, leánya kezét az új királynak adja.” Egyes források szerint pedig éppen a cseh küldöttség vezetője, Sternbergi Zdenko szólította fel a francia királyt, hogy valamelyik fiát ajánlja fel magyar és cseh királynak.

## Utóhatásai
A francia–magyar házasság 1457–58-ban nem valósult meg, de 55 évvel később a korábbi jegyesek unokahúgának és unokaöccsének a házasságával már létrejött Franciaország és Magyarország szövetsége 1502-ben.
XII. Lajos francia király erőteljes velencei támogatás mellett a török elleni szövetség fejében házassági ajánlatot tett az épp frissen elvált II. Ulászlónak, miután a pápa 1500. április 7-én felbontotta II. Ulászló mindkét házasságát hathatós velencei támogatással. Valois Magdolna unokahúga, aki a férjének, Gaston vianai herceg húgának, Foix Katalin navarrai hercegnőnek volt a lánya és a küldöttségnek nagy fogadást adó IV. Gaston foix-i gróf unokája, Candale-i Anna a Magyarország és Franciaország között kötött szövetség következtében lett Magyarország királynéja 1502-ben, amikor feleségül ment V. László unokaöccséhez, a fiatalon elhunyt magyar király kisebbik nővérének, Habsburg Erzsébet magyar hercegnőnek az elsőszülött gyermekéhez, II. Ulászlóhoz (Dobzse Lászlóhoz), aki nagybátyja nevét kapta a keresztségben még annak az életében, 1456-ban.